# Cantón de Moret-sur-Loing
El cantón de Moret-sur-Loing era una división administrativa francesa, que estaba situada en el departamento de Sena y Marne y la región de Isla de Francia.

## Composición
El cantón estaba formado por catorce comunas:
- Champagne-sur-Seine
- Dormelles
- Écuelles
- Épisy
- Montarlot
- Montigny-sur-Loing
- Moret-sur-Loing
- Saint-Mammès
- Thomery
- Veneux-les-Sablons
- Vernou-la-Celle-sur-Seine
- Villecerf
- Villemer
- Ville-Saint-Jacques

## Supresión del cantón de Moret-sur-Loing
En aplicación del Decreto n.º 2014-186 de 18 de febrero de 2014, el cantón de Moret-sur-Loing fue suprimido el 22 de marzo de 2015 y sus 14 comunas pasaron a formar parte; once del nuevo cantón de Montereau-Fault-Yonne y tres del nuevo cantón de Nemours.